# Air Bud: Golden Receiver
Air Bud: Golden Receiver is een Canadees-Amerikaanse film uit 1998 onder regie van Richard Martin.

## Verhaal
Josh Framm is nog aan het bijkomen van zijn vorige avontuur, maar krijgt al snel te maken met nieuwe avonturen. Hij wordt onder andere boos op zijn moeder, die uit gaat met een andere man. Ook komt hij erachter dat zijn hond Buddy niet alleen goed is in basketbal, hij is ook een talent is in American football. Maar dan wordt Buddy ontvoerd door 2 mensen uit het circus, vlak voordat zijn grote wedstrijd is.

## Rolverdeling
| Acteur            | Personage            |
| ----------------- | -------------------- |
| Kevin Zegers      | Josh Framm           |
| Tim Conway        | Fred Davis           |
| Dick Martin       | Phil Phil            |
| Cynthia Stevenson | Mevrouw Jackie Framm |
| Gregory Harrison  | Patrick Sullivan     |
| Nora Dunn         | Natalya              |
| Robert Costanzo   | Coah Fanelli         |

## Trivia
- Voor de film werden er zes honden gebruikt.